# 카틴 학살 70주년 추모식

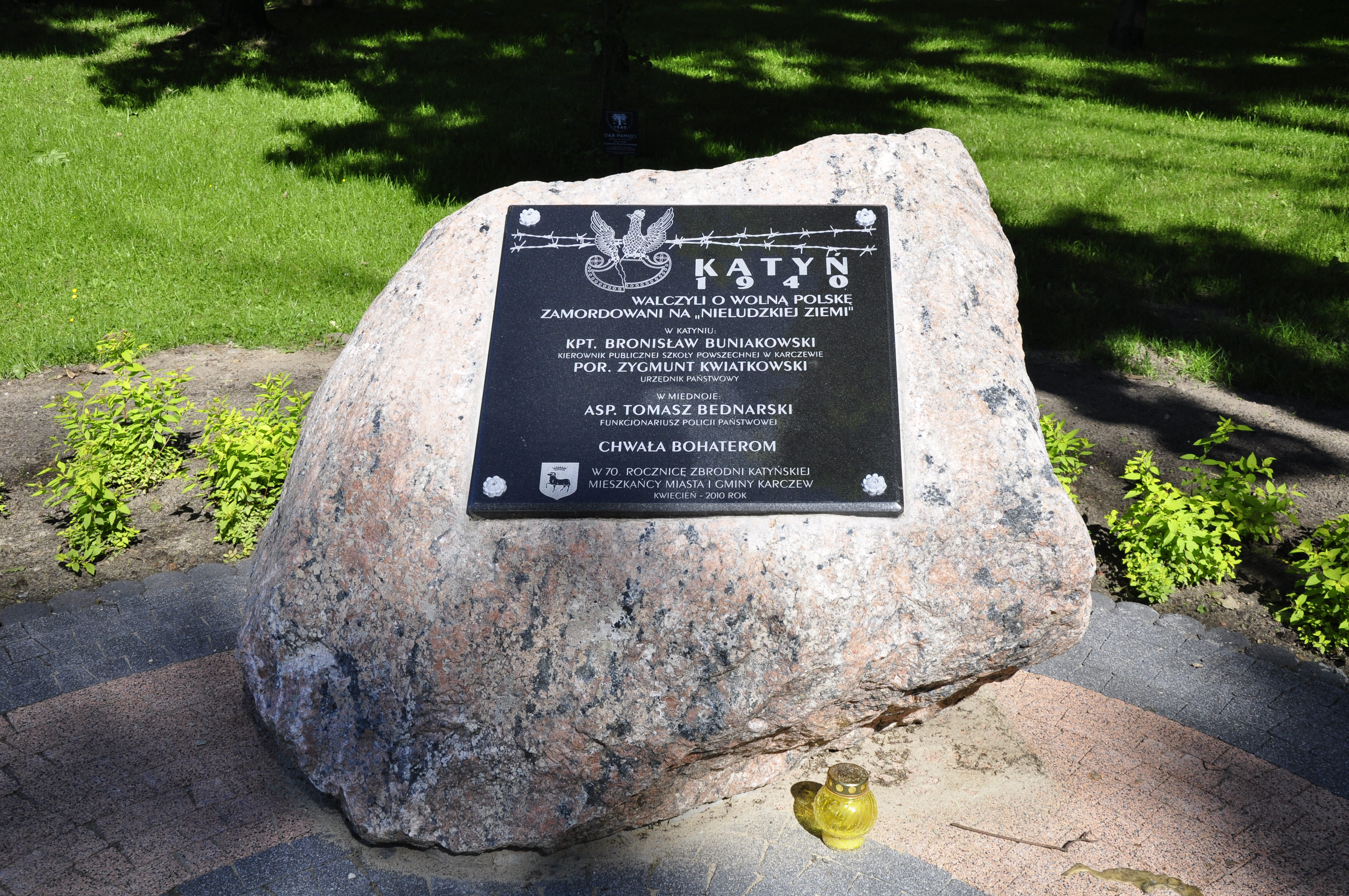
Karczew에 있는 카틴 학살 70주년 돌. 2010년 4월 18일 공개되었다.

카틴 학살 70주년 추모식(폴란드어: Obchody 70. rocznicy zbrodni katyńskiej)은 1940년 발생한 카틴 학살의 70주년을 맞이해 2010년 초에 폴란드 곳곳에서 진행된 행사이다. 일부 행사는 2011년에 진행되기도 하였으며, 폴란드 내 뿐만 아니라 러시아 등 세계 각지에서도 행해졌다. 4월 10일에 발생한 폴란드 공군 Tu-154 추락 사고 이후에는 대부분의 행사가 피해자에 대한 애도도 같이 진행되었다.